# Список українських спортсменів — учасників Олімпійських ігор 2016
Літні олімпі́йські і́гри (грец. οἱ Ὀλυμπιακοί Ἀγῶνες) — універсальне пансвітове міжнародне спортивне змагання з багатьох видів олімпійських видів та підвидів спорту за участю атлетів, які представляють національні олімпійські комітети, які проводяться кожні чотири роки під егідою Міжнародного олімпійського комітету.
Українські спортсмени — учасники Олімпійських ігор 2016 — виключно ті українські спортсмени, що брали участь у змаганнях чи перебували у заявці на найпрестижніших спортивних змаганнях — літніх Олімпійських іграх 2016 року, та мають безпосередній стосунок до України, зокрема власне представники України, а також спортсмени, що представляли інші збірні до прийняття українського громадянства чи після того, як стали громадянами інших держав, уродженці України, що представляли інші національні команди на час участі в Олімпійських іграх, що відбуваються у Ріо-де-Жанейро, Бразилія з 3 по 21 серпня 2016 року, вихованці українського спорту, що народилися поза межами України та уродженці України, що представляли інші національні команди на час участі на цій Олімпіаді, а також етнічні українці та особи українського походження (українськими спортсменами їх можна вважати лише певною мірою, у дуже широкому значенні), що народилися поза межами України та представляли інші збірні.

## Перелік українських спортсменів— учасників Олімпійських ігор 2016 у складі національної збірної України
| #   | Прізвище та ім'я особи | Дата народження   | Дата смерті   | Місце народження                                                                     | Вид спорту                                             | Дисципліни | Регіон                                       | Найкращий результат(місце)                                | Фото                                                                |
| --- | ---------------------- | ----------------- | ------------- | ------------------------------------------------------------------------------------ | ------------------------------------------------------ | --- | -------------------------------------------- | --------------------------------------------------------- | ------------------------------------------------------------------- |
| 1   | Жан Беленюк            | 24 січня 1991     |               | Київ, Україна                                                                        | греко-римська боротьба                                 | вагова категорія до 85 кг | Київ, Запорізька область                     | 2                                                         | mini                                                                |
| 2   | Дімітрій Тимченко      | 1 квітня 1983     |               | м. Харків, Харківська область, Україна                                               | греко-римська боротьба                                 | вагова категорія до 98 кг | Харківська область                           | 15                                                        |                                                                     |
| 3   | Олександр Чернецький   | 17 лютого 1984    |               | Долина, Івано-Франківська область, Україна                                           | греко-римська боротьба                                 | вагова категорія до 130 кг | Київ,Донецька область                        | 9                                                         | mini                                                                |
| 4   | Валерій Андрійцев      | 27 лютого 1987    |               | Київ, Україна                                                                        | вільна боротьба                                        | вагова категорія до 97 кг | Київ,Київська область                        | 5                                                         | mini                                                                |
| 5   | Ален Засєєв            | 10 жовтня 1988    |               | Вахтан, Знаурський район, Південна Осетія, Грузія                                    | вільна боротьба                                        | вагова категорія до 125 кг | Донецька область,Хмельницька область         | 10                                                        | mini                                                                |
| 6   | Андрій Квятковський    | 2 лютого 1990     |               | Калуш, Івано-Франківська область, Україна                                            | вільна боротьба                                        | вагова категорія до 65 кг | Львівська область, Івано-Франківська область | 13                                                        | (зліва)                                                             |
| 7   | Оксана Гергель         | 20 червня 1994    |               | Іваничі, Волинська область, Україна                                                  | вільна боротьба                                        | вагова категорія до58 кг | Львівська область,Волинська область          | 13                                                        | (зліва)                                                             |
| 8   | Аліна Махиня           | 3 січня 1991      |               | Чита, Забайкальський край, Росія                                                     | вільна боротьба                                        | вагова категорія до 69 кг | Донецька область,Хмельницька область         | 11                                                        |                                                                     |
| 9   | Юлія Ткач              | 26 вересня1998    |               | м. Ковель, Волинська область, Україна                                                | вільна боротьба                                        | вагова категорія до 63 кг | Львівська область, Харківська область        | 9                                                         |                                                                     |
| 10  | Юлія Халваджи          | 21 лютого 1990    |               | Львів,Львівська область,Україна                                                      | вільна боротьба                                        | вагова категорія до 53 кг | Львівська область                            | 11                                                        |                                                                     |
| 11  | Алла Черкасова         | 5 травня 1989     |               | Львів,Львівська область,Україна                                                      | вільна боротьба                                        | вагова категорія до 75 кг | Львівська область,Хмельницька область        | 11                                                        |                                                                     |
| 12  | Георгій Зантарая       | 21 жовтня 1987    |               | Галі, Апхацеті, Грузія                                                               | дзюдо                                                  | вагова категорія до 66 кг серед чоловіків                                                                                     | Київ, Запорізька область                     | 33                                                        | mini                                                                |
| 13  | Кеджау Ньябалі         | 8 липня 1990      |               |                                                                                      | дзюдо                                                  | вагова категорія до 90 кг серед чоловіків                                                                                     | Київ, Кіровоградська область                 | 33                                                        |                                                                     |
| 14  | Артем Блошенко         | 1 лютого 1985     |               | Донецьк, Донецька область, Україна                                                   | дзюдо                                                  | вагова категорія до 100 кг серед чоловіків                                                                                    | Донецька область, Дніпропетровська область   | 5                                                         | mini                                                                |
| 15  | Яків Хаммо             | 11 червня 1994    |               | Донецьк, Донецька область, Україна                                                   | дзюдо                                                  | вагова категорія понад 100 кг серед чоловіків                                                                                 | Київ, Донецька область                       |                                                           |                                                                     |
| 16  | Марина Черняк          | 26 березня 1988   |               |                                                                                      | дзюдо                                                  | вагова категорія до 48 кг серед жінок                                                                                         | Запорізька область                           | 17                                                        |                                                                     |
| 17  | Вікторія Туркс         | 20 жовтня 1987    |               |                                                                                      | дзюдо                                                  | вагова категорія до 78 кг серед жінок                                                                                         | Донецька область,Київ                        | 17                                                        |                                                                     |
| 18  | Світлана Ярьомка       | 9 квітня 1989     |               |                                                                                      | дзюдо                                                  | вагова категорія понад 78 кг серед жінок                                                                                      | Київcька область Запорізька область          | 9                                                         | mini                                                                |
| 19  | Микола Буценко         | 25 червня 1991    |               |                                                                                      | бокс                                                   | Вагова категорія 56 кг серед чоловіків                                                                                        | Вінницька область, Донецька область          | 17                                                        |                                                                     |
| 20  | Володимир Матвійчук    | 29 грудня 1982    |               |                                                                                      | бокс                                                   | Вагова категорія 64 кг серед чоловіків                                                                                        | Житомирська область                          | 17                                                        | mini                                                                |
| 21  | Дмитро Митрофанов      | 8 листопада 1989  |               | Чернігів, Чернігівська область, Україна                                              | бокс                                                   | Вагова категорія 75 кг серед чоловіків                                                                                        | Чернігівська область                         | 17                                                        | mini                                                                |
| 22  | Денис Солоненко        | 25 жовтня 1992    |               | Полтава, Полтавська область, Україна                                                 | бокс                                                   | Вагова категорія 81 кг серед чоловіків                                                                                        | Вінницька область                            | 17                                                        |                                                                     |
| 23  | Тетяна Коб             | 25 жовтня 1987    |               | Ковель, Волинська область, Україна                                                   | бокс                                                   | Вагова категорія 51 кг серед жінок                                                                                            | Волинська область                            |                                                           |                                                                     |
| 24  | Іван Банзерук          | 9 лютого 1990     |               |                                                                                      | Легка атлетика                                         | Спортивна ходьба на 50 км серед чоловіків                                                                                     | Волинська область                            | 39                                                        | mini                                                                |
| 25  | Ігор Бодров            | 9 липня 1987      |               | Харків, Харківська область, Україна                                                  | Легка атлетика                                         | біг на 200 м серед чоловіків                                                                                                  | Харківська область                           | 64                                                        | mini                                                                |
| 26  | Богдан Бондаренко      | 30 серпня 1989    |               | Харків, Харківська область, Україна                                                  | Легка атлетика                                         | Стрибки у висоту | Харківська область                           | 3                                                         | mini                                                                |
| 27  | Сергій Будза           | 6 грудня 1984     |               |                                                                                      | Легка атлетика                                         | Спортивна ходьба на 50 км серед чоловіків                                                                                     | Київська область                             | 18                                                        | mini                                                                |
| 28  | Віталій Бутрим         | 10 січня 1991     |               |                                                                                      | Легка атлетика                                         | біг на 400 м серед чоловіків                                                                                                  | Сумська область                              | 30                                                        |                                                                     |
| 29  | Євген Виноградов       | 30 квітня 1984    |               |                                                                                      | Легка атлетика                                         | Метання молоту серед чоловіків                                                                                                | Київська область, Київ                       | 11                                                        |                                                                     |
| 30  | Ігор Главан            | 25 вересня 1990   |               | Назарівка, Кіровоградська область, Україна                                           | Легка атлетика                                         | Спортивна ходьба на 20 км та на 50 км                                                                                         | Київська область                             | 31                                                        | mini                                                                |
| 31  | Руслан Дмитренко       | 22 березня 1986   |               | Кіровське, Київська область, Україна                                                 | Легка атлетика                                         | Спортивна ходьба на 20 км серед чоловіків                                                                                     | Донецька область                             | 16                                                        | mini                                                                |
| 32  | Олексій Касьянов       | 26 серпня 1985    |               | Кадіївка, Луганська область, Україна                                                 | Легка атлетика                                         | Десятиборство серед чоловіків                                                                                                 | Київська область                             | знявся зі змагань після невдалого виступу у метанні диску | mini                                                                |
| 33  | Назар Коваленко        | 9 лютого 1987     |               | Вінницька область, Україна                                                           | Легка атлетика                                         | Спортивна ходьба на 20 км серед чоловіків                                                                                     | Київська область                             | 40                                                        |                                                                     |
| 34  | Дмитро Косинський      | 31 березня 1989   |               |                                                                                      | Легка атлетика                                         | Метання спису серед чоловіків                                                                                                 | Київська область                             | 5                                                         |                                                                     |
| 35  | Микита Нестеренко      | 15 квітня 1991    |               |                                                                                      | Легка атлетика                                         | Метання диску серед чоловіків                                                                                                 | Дніпропетровська область                     | 23                                                        |                                                                     |
| 36  | Ігор Олефіренко        | 14 березня 1990   |               |                                                                                      | Легка атлетика                                         | Марафонський біг серед чоловіків                                                                                              | Київська область                             | 30                                                        | mini                                                                |
| 37  | Андрій Проценко        | 20 травня 1988    |               | Херсон, Херсонська область, Україна                                                  | Легка атлетика                                         | Стрибки у висоту | Херсонська область                           | 4                                                         | mini                                                                |
| 38  | Ігор Русс              | 8 вересня 1988    |               |                                                                                      | Легка атлетика                                         | Марафонський біг серед чоловіків                                                                                              | Київ                                         | 48                                                        |                                                                     |
| 39  | Олексій Семенов        | 27 червня 1982    |               |                                                                                      | Легка атлетика                                         | Метання диска | Донецька область                             | 32                                                        |                                                                     |
| 40  | Олександр Сітковський  | 9 червня 1978     |               | Жовті Води, Дніпропетровська область, Україна                                        | Легка атлетика                                         | Марафонський біг серед чоловіків                                                                                              | Донецька область                             | 20                                                        | mini                                                                |
| 41  | Сергій Смелик          | 19 квітня 1987    |               | Краснодон, Луганська область, Україна                                                | Легка атлетика                                         | біг на 100 м | Київ, Луганська область                      | 52                                                        | mini                                                                |
| 42  | Дмитро Яковенко        | 17 вересня 1992   |               |                                                                                      | Легка атлетика                                         | Стрибки у висоту | Кіровоградська область                       | 20                                                        |                                                                     |
| 43  | Марина Бех             | 8 липня 1995      |               |                                                                                      | Легка атлетика                                         | Стрибки у довжину серед жінок                                                                                                 | Хмельницька область                          |                                                           | mini                                                                |
| 44  | Ольга Бібік            | 5 лютого 1990     |               | Чернігів, Чернігівська область, Україна                                              | Легка атлетика                                         | біг на 400 м та Естафета 4 × 400 м серед жінок                                                                                | Київ, Чернігівська область                   | 5                                                         | mini                                                                |
| 45  | Надія Боровська        | 25 лютого 1981    |               |                                                                                      | Легка атлетика                                         | Спортивна ходьба на 20 км серед жінок                                                                                         | Волинська область                            | 19                                                        |                                                                     |
| 46  | Єлизавета Бризгіна     | 28 листопада 1989 |               | Луганськ, Україна                                                                    | Легка атлетика                                         | біг на 200 м та Естафета 4 × 100 м серед жінок                                                                                | Луганська область                            | 6                                                         | mini                                                                |
| 47  | Ганна Гацько-Федусова  | 3 жовтня 1990     |               | Запоріжжя, Запорізька область, Україна                                               | Легка атлетика                                         | Метання спису серед жінок | Запорізька область                           | 19                                                        |                                                                     |
| 48  | Ірина Геращенко        | 10 березня 1995   |               | Київ, Україна                                                                        | Легка атлетика                                         | Стрибки у висоту серед жінок                                                                                                  | Київ                                         | 10                                                        |                                                                     |
| 49  | Ольга Голодна          | 14 листопада 1991 |               |                                                                                      | Легка атлетика                                         | Штовхання ядра серед жінок | Київська область                             |                                                           |                                                                     |
| 50  | Катерина Дерун         | 24 вересня 1993   |               |                                                                                      | Легка атлетика                                         | Метання списа серед жінок | Київська область                             | 17                                                        |                                                                     |
| 51  | Анна Єрмакова-Луньова  | 1 жовтня 1991     |               |                                                                                      | Легка атлетика                                         | Стрибки у довжину серед жінок                                                                                                 | Харківська область                           | 31                                                        |                                                                     |
| 52  | Ольга Земляк           | 16 січня 1990     |               | Рівне, Рівненська область, Україна                                                   | Легка атлетика                                         | біг на 400 м та Естафета 4 × 400 м серед жінок                                                                                | Київ, Рівненська область                     | 5                                                         | Ольга Земляк (ліворуч) на Чемпіонаті Європи 2014                    |
| 53  | Наталія Золотухіна     | 4 січня 1985      |               |                                                                                      | Легка атлетика                                         | Метання молота серед жінок | Черкаська область                            | 31                                                        |                                                                     |
| 54  | Ганна Касьянова        | 24 квітня 1983    |               |                                                                                      | Легка атлетика                                         | Семиборство | Запорізька область, Полтавська область       | 25                                                        | mini                                                                |
| 55  | Інна Кашина            | 27 вересня 1991   |               |                                                                                      | Легка атлетика                                         | Спортивна ходьба на 20 км серед жінок                                                                                         | Сумська область                              | 21                                                        |                                                                     |
| 56  | Марина Килипко         | 10 листопада 1995 |               |                                                                                      | Легка атлетика                                         | Стрибки з жердиною серед жінок                                                                                                | Харківська область                           | 14                                                        |                                                                     |
| 57  | Ірина Климець          | 4 жовтня 1994     |               |                                                                                      | Легка атлетика                                         | Метання молота серед жінок | Волинська область                            | 28                                                        |                                                                     |
| 58  | Олена Колесниченко     | 3 червня 1993     |               | Рівне, Рівненська область, Україна                                                   | Легка атлетика                                         | біг на 400 м з бар'єрами серед жінок                                                                                          | Рівненська область, Вінницька область        | 20                                                        |                                                                     |
| 59  | Анна Корнута           | 10 листопада 1988 |               |                                                                                      | Легка атлетика                                         | Стрибки у довжину серед жінок                                                                                                 | Харківська область                           | 19                                                        | mini                                                                |
| 60  | Ольга Котовська        | 5 грудня 1983     |               |                                                                                      | Легка атлетика                                         | Марафонський біг серед жінок                                                                                                  | Рівненська область                           | 33                                                        |                                                                     |
| 61  | Юлія Левченко          | 28 листопада 1997 |               |                                                                                      | Легка атлетика                                         | Стрибки у висоту серед жінок                                                                                                  | Київ                                         | 19                                                        | mini                                                                |
| 62  | Наталія Легонькова     | 27 грудня 1999    |               |                                                                                      | Легка атлетика                                         | Марафонський біг серед жінок                                                                                                  | Хмельницька область                          | 87                                                        | mini                                                                |
| 63  | Аліна Логвиненко       | 18 липня 1990     |               | Бахмут, Донецька область, Україна                                                    | Легка атлетика                                         | Естафета 4 × 400 м серед жінок                                                                                                | Донецька область                             | 5                                                         |                                                                     |
| 64  | Наталія Лупу           | 4 листопада 1987  |               | Маршинці, Чернівецька область, Україна                                               | Легка атлетика                                         | біг на 800 м серед жінок | Чернігівська область, Житомирська область    | 22                                                        | mini                                                                |
| 65  | Ольга Ляхова           | 10 листопада 1995 |               |                                                                                      | Легка атлетика                                         | біг на 800 м та Естафета 4 × 400 м серед жінок                                                                                | Полтавська область, Донецька область         | 49                                                        | mini                                                                |
| 66  | Тетяна Мельник         | 2 квітня 1995     |               |                                                                                      | Легка атлетика                                         | Естафета 4 × 400 м серед жінок                                                                                                | Київ, Кіровоградська область                 |                                                           | mini                                                                |
| 67  | Валентина Мирончук     | 10 серпня 1994    |               | с. Зарудчі Любешівського р-ну Волинської обл.                                        | Легка атлетика                                         | Спортивна ходьба на 20 км серед жінок                                                                                         | Волинська область                            | 46                                                        |                                                                     |
| 68  | Ірина Новожилова       | 7 сіня 1986       |               |                                                                                      | Легка атлетика                                         | Метання молота серед жінок | Херсонська область                           | 22                                                        |                                                                     |
| 69  | Галина Облещук         | 23 лютого 1989    |               | Шостка, Сумська область, Україна                                                     | Легка атлетика                                         | Штовхання ядра серед жінок | Івано-Франківська область                    | 34                                                        |                                                                     |
| 70  | Оксана Окунєва         | 14 березня 1990   |               | Миколаїв, Миколаївська область, Україна                                              | Легка атлетика                                         | Стрибки у висоту серед жінок                                                                                                  | Миколаївська область                         | 22                                                        | mini                                                                |
| 71  | Юлія Олішевська        | 2 лютого 1989     |               | Бердичів, Житомирська область, Україна                                               | Легка атлетика                                         | біг на 400 м та Естафета 4 × 400 м серед жінок серед жінок                                                                    | Житомирська область                          | 5                                                         |                                                                     |
| 72  | Ганна Плотіцина        | 1 січня 1987      |               | Сумська область, Україна                                                             | Легка атлетика                                         | біг на 100 м з бар'єрами серед жінок                                                                                          | Київська область,Полтавська область          | 34                                                        | mini                                                                |
| 73  | Олеся Повх             | 18 жовтня 1987    |               | Дніпро, Дніпропетровська область, Україна                                            | Легка атлетика                                         | біг на 100 м та Естафета 4 × 100 м серед жінок                                                                                | Запорізька область                           | 6                                                         | mini                                                                |
| 74  | Наталія Погребняк      | 19 лютого 1988    |               | Куп'янськ, Харківська область, Україна                                               | Легка атлетика                                         | біг на 100 м та Естафета 4 × 100 м серед жінок                                                                                | Харківська область                           | 6                                                         | mini                                                                |
| 75  | Наталія Прищепа        | 11 вересня 1994   |               | Рівне, Рівненська область, Україна                                                   | Легка атлетика                                         | біг на 800 м та на 1500 м серед жінок                                                                                         | Рівненська область                           | 14                                                        | mini                                                                |
| 76  | Марія Рємєнь           | 2 серпня 1987     |               | Макіївка, Донецька область, Україна                                                  | Легка атлетика                                         | Естафета 4 × 100 м серед жінок                                                                                                | Запорізька область, Донецька область         |                                                           | mini                                                                |
| 77  | Ольга Саладуха         | 4 червня 1983     |               | Донецьк, Донецька область, Україна                                                   | Легка атлетика                                         | Потрійний стрибок серед жінок                                                                                                 | Донецька область                             | 18                                                        | mini                                                                |
| 78  | Наталія Семенова       | 7 липня 1982      |               | Горлівка, Донецька область, УкраїнаМакіївка, Донецька область, Україна               | Легка атлетика                                         | метання диска серед жінок | Донецька область                             | 15                                                        | mini                                                                |
| 79  | Світлана Станко        | 13 мая 1976       |               |                                                                                      | Легка атлетика                                         | Марафонський біг серед жінок                                                                                                  | Рівненська область                           | 66                                                        | mini                                                                |
| 80  | Наталія Строгова       | 26 грудня 1992    |               |                                                                                      | Легка атлетика                                         | біг на 200 м серед жінок | Луганська область                            |                                                           |                                                                     |
| 81  | Христина Стуй          | 3 лютого 1988     |               | с. Угринів, Івано-Франківська область, Україна                                       | Легка атлетика                                         | біг на 100 м та Естафета 4 × 100 м серед жінок                                                                                | Київ                                         |                                                           | mini                                                                |
| 82  | Анна Тітімець          | 5 березня 1989    |               | Павлоград, Дніпропетровська область, Україна                                         | Легка атлетика                                         | біг на 400 м з бар'єрами серед жінок                                                                                          | Дніпропетровська область                     | 9                                                         | mini                                                                |
| 83  | Вікторія Ткачук        | 8 листопада 1994  |               |                                                                                      | Легка атлетика                                         | біг на 400 м з бар'єрами серед жінок                                                                                          | Донецька область                             | 22                                                        |                                                                     |
| 84  | Аліна Федорова         | 31 липня 1989     |               | Княжичі, Київська область, Україна                                                   | Легка атлетика                                         | Семиборство | Київська область                             | 28                                                        | Чемпіонат світу в Сопоті. Аліна Федорова — праворуч                 |
| 85  | Руслана Цихоцька       | 23 березня 1986   |               |                                                                                      | Легка атлетика                                         | Потрійний стрибок серед жінок                                                                                                 | Чернівецька область                          | 26                                                        |                                                                     |
| 86  | Марія Шаталова         | 1 березня 1989    |               |                                                                                      | Легка атлетика                                         | біг на 3000 м з перешкодами серед жінок                                                                                       | Київська область                             | 19                                                        | mini                                                                |
| 87  | Оксана Шкурат          | 30 липня 1993     |               |                                                                                      | Легка атлетика                                         | біг на 100 м з бар'єрами серед жінок                                                                                          | Сумська область                              | 35                                                        |                                                                     |
| 88  | Олена Яновська         | 15 лютого 1990    |               |                                                                                      | Легка атлетика                                         | біг на 100 м з бар'єрами серед жінок                                                                                          | Вінницька область                            | 41                                                        |                                                                     |
| 89  | Олександр Пелешенко    | 7 січня 1994      | 5 травня 2024 | Петровське, Луганська область Україна                                                | Важка атлетика                                         | Вагова категорія до 85 кг серед чоловіків                                                                                     | Хмельницька область, Луганська область       | 5                                                         | mini                                                                |
| 90  | Володимир Гоза         | 15 квітня 1996    |               |                                                                                      | Важка атлетика                                         | Вагова категорія до 94 кг серед чоловіків                                                                                     | Львівська область                            | 9                                                         |                                                                     |
| 91  | Дмитро Чумак           | 11 липня 1990     |               |                                                                                      | Важка атлетика                                         | Вагова категорія до 94 кг серед чоловіків                                                                                     | Херсонська область, Хмельницька область      | 6                                                         | mini                                                                |
| 92  | Ігор Шимечко           | 27 травня 1986    |               | Львів, Львівська область, Україна                                                    | Важка атлетика                                         | Вагова категорія понад 105 кг серед чоловіків                                                                                 | Львівська область                            | 19                                                        |                                                                     |
| 93  | Юлія Паратова          | 7 листопада 1986  |               | Одеса, Одеська область, Україна                                                      | Важка атлетика                                         | Вагова категорія до 53 кг серед жінок                                                                                         | Одеська область                              | 8                                                         |                                                                     |
| 94  | Вероніка Івасюк        | 5 березня 1999    |               |                                                                                      | Важка атлетика                                         | Вагова категорія серед жінок                                                                                                  | Івано-Франківська область                    | 13                                                        |                                                                     |
| 95  | Ірина Деха             | 14 травня 1996    |               | Харків, Харківська область, Україна                                                  | Важка атлетика                                         | Вагова категорія серед жінок                                                                                                  | Харківська область                           | 5                                                         |                                                                     |
| 96  | Анастасія Лисенко      | 2 грудня 1995     |               |                                                                                      | Важка атлетика                                         | Вагова категорія серед жінок                                                                                                  | Одеська область                              | 10                                                        | mini                                                                |
| 97  | Артем Почтарьов        | 24 липня 1993     |               |                                                                                      | бадмінтон                                              | Індивідуальна першість серед чоловіків                                                                                        | Харківська область                           | 14                                                        | mini                                                                |
| 98  | Марія Улітіна          | 5 листопада1991   |               | Дніпропетровськ, Дніпропетровська область, Україна                                   | бадмінтон                                              | Індивідуальна першість серед жінок                                                                                            | Дніпропетровська область                     | 9                                                         | mini                                                                |
| 99  | Тетяна Біленко         | 23 листопада 1983 |               | Харків, Харківська область, Україна                                                  | настільний теніс                                       | командна та індивідуальна першість серед жінок                                                                                | Харківська область                           | 17                                                        | mini                                                                |
| 100 | Коу Лей                | 20 листопада 1987 |               | Пекін, Пекін, Китай                                                                  | настільний теніс                                       | командна та індивідуальна першість серед чоловіків                                                                            | Донецька область                             | 9                                                         | mini                                                                |
| 101 | Ілля Марченко          | 8 вересня 1987    |               | Кам'янське, Дніпропетровська область, Україна                                        | Великий теніс                                          | Індивідуальна та Парна першість серед чоловіків                                                                               | Донецька область                             | 43                                                        | mini                                                                |
| 102 | Денис Молчанов         | 16 травня 1987    |               | Кишинів, Молдова                                                                     | Великий теніс                                          | Індивідуальна та Парна першість серед чоловіків                                                                               | Київ                                         | 17                                                        | mini                                                                |
| 103 | Людмила Кіченок        | 20 липня 1992     |               | Дніпро, Дніпропетровська область, Україна                                            | Великий теніс                                          | Парна першість серед жінок | Дніпропетровська область                     | 17                                                        | mini                                                                |
| 104 | Надія Кіченок          | 20 липня 1992     |               | Дніпро, Дніпропетровська область, Україна                                            | Великий теніс                                          | Парна першість серед жінок | Дніпропетровська область                     | 32                                                        | mini                                                                |
| 105 | Ольга Савчук           | 20 вересня 1987   |               | Макіївка, Донецька область, Україна                                                  | Великий теніс                                          | Індивідуальна та Парна першість серед жінок                                                                                   | Донецька область                             | 23                                                        | mini                                                                |
| 106 | Еліна Світоліна        | 12 вересня 1994   |               | Одеса, Одеська область, Україна                                                      | Великий теніс                                          | Індивідуальна та Парна першість серед жінок                                                                                   | Харківська область                           | 5                                                         | mini                                                                |
| 107 | Леся Цуренко           | 23 листопада 1983 |               | Володимирець, Рівненська область, Україна                                            | Великий теніс                                          | Індивідуальна та Парна першість серед жінок                                                                                   | Київ                                         | Знялася через травму                                      | mini                                                                |
| 108 | Павло Тимощенко        | 31 січня 1992     |               | Луганськ, Луганська область, Україна                                                 | Сучасне п'ятиборство на літніх Олімпійських іграх 2016 | Індивідуальна першість серед чоловіків                                                                                        | Київ                                         | 2                                                         | mini                                                                |
| 109 | Андрій Федечко         | 31 січня 1992     |               | Луганськ, Луганська область, Україна                                                 | Сучасне п'ятиборство на літніх Олімпійських іграх 2016 | Індивідуальна першість серед чоловіків                                                                                        | Львівська область                            | 26                                                        |                                                                     |
| 110 | Анастасія Спас         | 31 січня 1992     |               | Луганськ, Луганська область, Україна                                                 | Кінний спорт на літніх Олімпійських іграх 2016         | Індивідуальна першість серед жінок                                                                                            | Київська область, Донецька область           | 30                                                        |                                                                     |
| 111 | Анатолій Герей         | 31 квітня 1989    |               | Ужгород, Закарпатська область, Україна                                               | фехтування                                             | шпага, індивідуальна та командна першість                                                                                     | Київ, Закарпатська область                   | 4                                                         | mini                                                                |
| 112 | Дмитро Карюченко       | 15 січня 1980     |               | Харків, Харківська область, Україна                                                  | фехтування                                             | шпага, індивідуальна та командна першість                                                                                     | Харківська область                           | 4                                                         | mini                                                                |
| 113 | Богдан Нікішин         | 29 травня 1980    |               | Дніпропетровськ, Дніпропетровська область, Україна                                   | фехтування                                             | шпага, індивідуальна та командна першість                                                                                     | Дніпропетровська область                     | 4                                                         | mini                                                                |
| 114 | Максим Хворост         | 15 липня 1982     |               | Харків Харківська область, Україна                                                   | фехтування                                             | шпага, командна першість | Дніпропетровська область                     | 4                                                         | mini                                                                |
| 115 | Андрій Ягодка          | 6 липня 1988      |               | Одеса, Одеська область, Україна                                                      | фехтування                                             | шабля, індивідуальна та командна першість                                                                                     | Одеська область                              | 22                                                        | mini                                                                |
| 116 | Олена Вороніна         | 5 травня 1990     |               | Нетішин, Хмельницька область, Україна                                                | фехтування                                             | шабля | Хмельницька область, М. Київ                 | 2                                                         | mini                                                                |
| 117 | Аліна Комащук          | 24 квітня 1993    |               | Нетішин, Хмельницька область, Україна                                                | фехтування                                             | шабля, індивідуальна та командна першість                                                                                     | Хмельницька область                          | 2                                                         | mini                                                                |
| 118 | Олена Кравацька        | 22 червня 1992    |               | Чернівці, Чернівці, Україна                                                          | фехтування                                             | шабля, індивідуальна та командна першість                                                                                     | Одеська область                              | 2                                                         | mini                                                                |
| 119 | Олена Кривицька        | 23 лютого 1986    |               | Львів, Львівська область, Україна                                                    | фехтування                                             | шпага, індивідуальна та командна першість                                                                                     | Київ                                         | 8                                                         | mini                                                                |
| 120 | Ольга Лелейко          | 21 липня 1977     |               | Київ, Україна                                                                        | фехтування                                             | рапіра, індивідуальна та командна першість                                                                                    | Київ                                         | 24                                                        | mini                                                                |
| 121 | Ксенія Пантелєєва      | 11 травня 1986    |               | Львів, Львівська область, Україна                                                    | фехтування                                             | шпага, індивідуальна та командна першість                                                                                     | Львівська область                            | 8                                                         | mini                                                                |
| 122 | Анфіса Почкалова       | 1 квітня 1986     |               | Львів, Львівська область, Україна                                                    | фехтування                                             | шпага, індивідуальна та командна першість                                                                                     | Львівська область                            |                                                           | mini                                                                |
| 123 | Ольга Харлан           | 4 вересня 1990    |               | Миколаїв, Миколаївська область, Україна                                              | фехтування                                             | шабля, індивідуальна та командна першість                                                                                     | Миколаївська область                         | 2                                                         | mini                                                                |
| 124 | Яна Шемякіна           | 5 січня 1986      |               | Львів, Львівська область, Україна                                                    | фехтування                                             | шпага, індивідуальна та командна першість                                                                                     | Львівська область                            | 8                                                         | mini                                                                |
| 125 | Роман Бондарук         | 20 червня 1974    |               | Львів, Львівська область, Україна                                                    | кульова стрільба                                       | | Львівська область                            | 11                                                        |                                                                     |
| 126 | Павло Коростильов      | 5 листопада 1997  |               | 11 травня 1997, Львів, Україна                                                       | кульова стрільба                                       | Пневматичний пістолет, 10 м серед чоловіків                                                                                   | Львівська область                            | 16                                                        | mini                                                                |
| 127 | Сергій Куліш           | 17 квітня 1993    |               |                                                                                      | кульова стрільба                                       | Гвинтівка з трьох позицій, 50 м серед чоловіків                                                                               | Черкаська область, Київ                      | 2                                                         |                                                                     |
| 128 | Олег Омельчук          | 7 червня 1983     |               | Великі Селища Березнівського району, область, Україна                                | кульова стрільба                                       | | Рівненська область                           | 14                                                        | mini                                                                |
| 129 | Олег Царьков           | 22 березня 1988   |               |                                                                                      | кульова стрільба                                       | Пневматична гвинтівка, 10 м                                                                                                   | Львівська область                            | 8                                                         |                                                                     |
| 130 | Наталія Кальниш        | 2 липня 1974      |               | м. Кривий Ріг, Дніпропетровська область, Україна                                     | кульова стрільба                                       | Гвинтівка з трьох позицій, 50 м серед жінок                                                                                   | Дніпропетровська область                     | 9                                                         |                                                                     |
| 131 | Олена Костевич         | 14 квітня 1985    |               | Хабаровськ, Хабаровський край, Російська Федерація                                   | кульова стрільба                                       | Пневматичний пістолет, 10 м серед жінок                                                                                       | Чернігівська область                         | 22                                                        | mini                                                                |
| 132 | Микола Мільчев         | 3 листопада 1967  |               | Одеса, Одеська область                                                               | стендова стрільба                                      | Скит серед чоловіків | Одеська область                              | 4                                                         | у центрі                                                            |
| 133 | Віктор Рубан           | 24 травня 1981    |               | м. Харків, Харківська область, Україна                                               | стрільба з лука                                        | індивідуальна першість серед чоловіків                                                                                        | Харківська область                           | 17                                                        | mini                                                                |
| 134 | Вероніка Марченко      | 3 квітня 1993     |               |                                                                                      | стрільба з лука                                        | індивідуальна та командна першість серед жінок                                                                                | Львівська область                            | 17                                                        |                                                                     |
| 135 | Анастасія Павлова      | 9 лютого 1995     |               |                                                                                      | стрільба з лука                                        | індивідуальна та командна першість серед жінок                                                                                | Херсонська область                           |                                                           |                                                                     |
| 136 | Лідія Січенікова       | 3 лютого 1993     |               | Чернівці, Чернівецька область, Україна                                               | стрільба з лука                                        | індивідуальна та командна першість серед жінок                                                                                | Чернівецька область                          | 17                                                        |                                                                     |
| 137 | Ульріх Кірхофф         | 9 серпня 1967     |               | Лоне (Ольденбург), Нижня Саксонія, Німеччина                                         | Кінний спорт на літніх Олімпійських іграх 2016         | Індивідуальні та Командні змагання з подолання перешкод серед чоловіків                                                       | Київська область                             | 13                                                        | mini                                                                |
| 138 | Кассіо Ріветті         | 20 лютого 1980    |               | Бразилія                                                                             | Кінний спорт на літніх Олімпійських іграх 2016         | Індивідуальні та Командні змагання з подолання перешкод серед чоловіків                                                       | Київська область                             | дискваліфікований                                         |                                                                     |
| 139 | Рене Теббель           | 12 лютого 1969    |               | Комаром, Комаром-Естерґом, Угорщина                                                  | Кінний спорт на літніх Олімпійських іграх 2016         | Індивідуальні та Командні змагання з подолання перешкод серед чоловіків                                                       | Київ                                         | 13                                                        | mini                                                                |
| 140 | Ференц Центірмай       | 29 листопада 1983 |               | Комаром, Комаром-Естерґом, Угорщина                                                  | Кінний спорт на літніх Олімпійських іграх 2016         | Індивідуальні та Командні змагання з подолання перешкод серед чоловіків                                                       | Київ                                         | 13                                                        | mini                                                                |
| 141 | Інна Логутенкова       | 19 жовтня 1986    |               | Україна                                                                              | Кінний спорт на літніх Олімпійських іграх 2016         | Індивідуальна виїздка серед жінок                                                                                             | Київська область                             | 41                                                        | mini                                                                |
| 142 | Андрій Хрипта          | 29 листопада 1986 |               |                                                                                      | шосейні велогонки                                      | Групова шосейна гонка серед чоловіків                                                                                         |                                              | не фінішував                                              |                                                                     |
| 143 | Андрій Гривко          | 7 серпня 1983     |               | м. Сімферополь, Крим, Україна                                                        | шосейні велогонки                                      | та Роздільна та Групова шосейна гонка серед чоловіків                                                                         | Миколаївська область                         | 18                                                        | mini                                                                |
| 144 | Денис Костюк           | 13 травня 1982    |               |                                                                                      | шосейні велогонки                                      | Групова шосейна гонка серед чоловіків                                                                                         | м. Київ                                      | не фінішував                                              | mini                                                                |
| 145 | Ганна Соловей          | 31 січня 1992     |               | Луганськ, Луганська область, Україна                                                 | шосейні велогонки                                      | Групова гонка та Роздільна гонка                                                                                              | Луганська область                            | 20                                                        | mini                                                                |
| 146 | Яна Біломоїна          | 2 листопада 1992  |               | Луцьк, Волинська область, Україна                                                    | маунтінбайк                                            | крос-кантрі серед жінок | Волинська область, Київ                      | 9                                                         | mini                                                                |
| 147 | Ірина Попова           | 27 травня 1991    |               |                                                                                      | маунтінбайк                                            | крос-кантрі серед жінок | Харківська область                           | 30                                                        | mini                                                                |
| 148 | Любов Басова           | 6 липня 1988      |               |                                                                                      | велотрек                                               | Кейрін серед жінок | Луганська область                            | 5                                                         | mini                                                                |
| 149 | Іван Іванов            | 8 січня 1989      |               | Комсомольськ, Полтавська область                                                     | Триатлон                                               | | Полтавська область                           | 49                                                        |                                                                     |
| 150 | Юлія Єлістратова       | 15 лютого 1988    |               | Овруч, Житомирська область, Україна                                                  | Триатлон                                               | |                                              | 38                                                        | mini                                                                |
| 151 | Павло Мацуєв           | 5 листопада 1990  |               |                                                                                      | Вітрильний спорт                                       | клас «470» серед чоловіків |                                              | 25                                                        |                                                                     |
| 152 | Олександр Тугарєв      | 15 липня 1995     |               | Тернопільська область                                                                | Вітрильний спорт                                       | клас «RS: X» серед чоловіків                                                                                                  |                                              | 23                                                        | mini                                                                |
| 153 | Борис Швець            | 20 серпня 1991    |               |                                                                                      | Вітрильний спорт                                       | клас «470» серед чоловіків |                                              | 25                                                        |                                                                     |
| 154 | Іван Довгодько         | 15 січня 1989     |               | Київ, Україна                                                                        | Академічне веслування                                  | Четвірка парна серед чоловіків                                                                                                | Дніпропетровська область, Київ               | 6                                                         | mini                                                                |
| 155 | Дмитро Міхай           | 27 лютого 1990    |               | Херсон, Херсонська область, Україна                                                  | Академічне веслування                                  | Четвірка парна серед чоловіків                                                                                                | Херсонська область                           | 6                                                         | mini                                                                |
| 156 | Артем Морозов          | 29 лютого 1980    |               | Херсон, Херсонська область, Україна                                                  | Академічне веслування                                  | Четвірка парна серед чоловіків                                                                                                | Херсонська область                           | 6                                                         | mini                                                                |
| 157 | Олександр Надтока      | 6 березня 1991    |               | Запоріжжя, Запорізька область, Україна                                               | Академічне веслування                                  | Четвірка парна серед чоловіків                                                                                                | Запорізька область                           | 6                                                         |                                                                     |
| 158 | Олена Буряк            | 8 лютого 1988     |               | Миколаїв, Миколаївська область, Україна                                              | Академічне веслування                                  | Четвірка парна серед жінок | Миколаївська область                         | 4                                                         | Олена Буряк (друга праворуч) на чемпіонаті світу з веслування, 2016 |
| 159 | Дарина Верхогляд       | 22 лютого 1992    |               | Велика Олександрівка, Херсонська область, УкраїнаХерсон, Херсонська область, Україна | Академічне веслування                                  | Четвірка парна серед жінок | Київ, Херсонська область                     | 4                                                         | mini                                                                |
| 160 | Анастасія Коженкова    | 19 січня 1986     |               | Ковель, Волинська область, Україна                                                   | Академічне веслування                                  | Четвірка парна серед жінок | Дніпропетровська область                     | 4                                                         | mini                                                                |
| 161 | Німченко Євгенія       | 29 вересня 1992   |               | Херсон, Херсонська область, Україна                                                  | Академічне веслування                                  | Четвірка парна серед жінок | Київ, Херсонська область                     | 4                                                         | mini                                                                |
| 162 | Наталія Довгодько      | 7 лютого 1991     |               |                                                                                      | Академічне веслування                                  | одиночка серед жінок, гонка запасних                                                                                          | Київ, Дніпропетровська область,              |                                                           | mini                                                                |
| 163 | Павло Алтухов          | 23 грудня 1995    |               | Україна                                                                              | Веслування на байдарках та каное                       | C-1 1000 m | Полтавська область, Хмельницька область      | 5                                                         |                                                                     |
| 164 | Тарас Міщук            | 22 липня 1995     |               | Львів, Львівська область, Україна                                                    | Веслування на байдарках та каное                       | С-1 1000м | Львівська область                            | 3                                                         | mini                                                                |
| 165 | Юрій Чебан             | 5 липня 1986      |               | Одеса, Одеська область, Україна                                                      | Веслування на байдарках та каное                       | Каное-одиночка, 200 м |                                              | 1                                                         | mini                                                                |
| 166 | Дмитро Янчук           | 14 листопада 1992 |               | Хмельницький, Хмельницька область, Україна                                           | Веслування на байдарках та каное                       | С-2 1000м | Полтавська область, Хмельницька область      | 3                                                         | mini                                                                |
| 167 | Світлана Ахадова       | 10 травня 1993    |               |                                                                                      | Веслування на байдарках та каное                       | | Вінницька область                            |                                                           |                                                                     |
| 168 | Інна Грищун            | 29 вересня 1994   |               |                                                                                      | Веслування на байдарках та каное                       | | Хмельницька область                          | 4                                                         |                                                                     |
| 169 | Марія Повх             | 8 січня 1989      |               | Луцьк, Волинська область, Україна                                                    | Веслування на байдарках та каное                       | байдарка-одиночка, байдарка-четвірка, 500 м                                                                                   | Волинська область                            |                                                           |                                                                     |
| 170 | Анастасія Тодорова     | 10 грудня 1993    |               | Білгород-Дністровський, Одеська область, Україна                                     | Веслування на байдарках та каное                       | | Одеська область                              | 4                                                         |                                                                     |
| 171 | Вікторія Ус            | 20 липня 1993     |               |                                                                                      | Веслувальний слалом на байдарках та каное              | Веслувальний слалом на байдарці, 200 м                                                                                        | Київ                                         | 12                                                        |                                                                     |
| 172 | Андрій Говоров         | 10 квітня 1992    |               | Севастополь, Україна                                                                 | Плавання                                               | 50 та 100 метрів вільним стилем                                                                                               | Дніпропетровська область                     | 5                                                         | mini                                                                |
| 173 | Любомир Лемешко        | 19 липня 1992     |               |                                                                                      | Плавання                                               | | Запорізька область                           | 23                                                        |                                                                     |
| 174 | Дмитро Оселедець       | 23 листопада 1994 |               |                                                                                      | Плавання                                               | 200 на спині | м.Київ                                       | 37                                                        |                                                                     |
| 174 | Михайло Романчук       | 7 серпня 1996     |               | Рівне, Рівненська область, Україна                                                   | Плавання                                               | 400 метрів та 1500 метрів вільним стилем                                                                                      | Рівненська область                           | 15                                                        |                                                                     |
| 175 | Сергій Фролов          | 14 квітня 1992    |               | Запоріжжя, Запорізька область, Україна                                               | Плавання                                               | 1500 метрів вільним стилем | Запорізька область                           | 17                                                        |                                                                     |
| 176 | Дарина Зевіна          | 1 вересня 1994    |               | м. Київ, Україна                                                                     | Плавання                                               | 100 та 200 м на спині | Дніпропетровська область                     | 9                                                         |                                                                     |
| 177 | Дар'я Степанюк         | 22 травня 1990    |               | Харків, Харківська область, Україна                                                  | Плавання                                               | 100 м батерфляй |                                              | 34                                                        |                                                                     |
| 178 | Кваша Ілля             | 5 березня 1988    |               | Миколаїв, Миколаївська область, Україна                                              | Стрибки у воду                                         | Індивідуальні стрибки з трампліну 3м                                                                                          | Миколаївська область                         | 6                                                         | mini                                                                |
| 179 | Максим Долгов          | 16 червня 1996    |               | Запоріжжя, Запорізька область, Україна                                               | Стрибки у воду                                         | синхронні стрибки з вишки, 10 метрів                                                                                          | Запорізька область                           | 6                                                         |                                                                     |
| 180 | Олександр Горшковозов  | 18 липня 1991     |               | Луганськ, Луганська область, Україна                                                 | Стрибки у воду                                         | синхронні стрибки з вишки, 10 метрів                                                                                          | Луганська область                            | 6                                                         | mini                                                                |
| 181 | Ганна Красношлик       | 18 червня 1996    |               |                                                                                      | Стрибки у воду                                         | Індивідуальні стрибки з трампліну 3м                                                                                          | Луганська область                            | 16                                                        |                                                                     |
| 182 | Анастасія Недобіга     | 20 квітня 1994    |               |                                                                                      | Стрибки у воду                                         | Індивідуальні стрибки з трампліну 3м                                                                                          | Луганська область                            | 18                                                        | mini                                                                |
| 183 | Прокопчук Юлія         | 23 листопада 1986 |               | Українка, Київська область, Україна                                                  | Стрибки у воду                                         | індивідуальні стрибки з вишки 10 м                                                                                            | Київ                                         | 14                                                        | mini                                                                |
| 184 | Федорова Олена         | 17 березня 1997   |               | Миколаїв, Миколаївська область, Україна                                              | Стрибки у воду                                         | Індивідуальні стрибки з трампліну 3м                                                                                          | Миколаївська область                         | 11                                                        | mini                                                                |
| 185 | Лоліта Ананасова       | 9 липня 1992      |               |                                                                                      | Синхронне плавання                                     | командна першість серед жінок, дуети серед жінок                                                                              | Харківська область                           | 4                                                         |                                                                     |
| 186 | Анна Волошина          | 26 вересня 1991   |               | Харків, Харківська область, Україна                                                  | Синхронне плавання                                     | командна першість серед жінок, дуети серед жінок                                                                              | Харківська область                           | 4                                                         |                                                                     |
| 187 | Олена Гречихіна        | 11 липня 1991     |               |                                                                                      | Синхронне плавання                                     | командна першість серед жінок                                                                                                 | Донецька-Харківська область                  | 4                                                         |                                                                     |
| 188 | Ольга Золотарьова      | 27 грудня 1995    |               |                                                                                      | Синхронне плавання                                     | командна першість серед жінок                                                                                                 | Харківська область                           | 4                                                         |                                                                     |
| 189 | Олександра Сабада      | 6 січня 1991      |               |                                                                                      | Синхронне плавання                                     | командна першість серед жінок                                                                                                 | Харківська область                           | 4                                                         |                                                                     |
| 190 | Катерина Садурська     | 19 липня 1996     |               |                                                                                      | Синхронне плавання                                     | командна першість серед жінок                                                                                                 | Харківська область                           | 4                                                         |                                                                     |
| 191 | Ксенія Сидоренко       | 2 липня 1986      |               |                                                                                      | Синхронне плавання                                     | командна першість серед жінок                                                                                                 | Харківська область                           | 4                                                         |                                                                     |
| 192 | Дар'я Юшко             | 5 лютого 1985     |               |                                                                                      | Синхронне плавання                                     | командна першість серед жінок                                                                                                 | Харківська область                           | 4                                                         |                                                                     |
| 193 | Анастасія Савчук       | 2 березня 1992    |               |                                                                                      | Синхронне плавання                                     | командна першість серед жінок                                                                                                 | Харківська область                           | 4                                                         |                                                                     |
| 194 | Олег Верняєв           | 29 вересня 1993   |               | Донецьк, Донецька область, Україна                                                   | Спортивна гімнастика                                   | командна першість, багатоборство, опорний стрибок, кільця, вільні вправи, паралельні бруси, перекладина, кінь серед чоловіків | Київ                                         | 1                                                         | mini                                                                |
| 195 | Владислав Грико        | 25 січня 1997     |               |                                                                                      | Спортивна гімнастика                                   | командна першість, кільця, вільні вправи, паралельні бруси, перекладина, кінь серед чоловіків                                 | Харківська область                           | 8                                                         |                                                                     |
| 196 | Ігор Радивілов         | 19 жовтня 1992    |               | Маріуполь,Донецька область, Україна                                                  | Спортивна гімнастика                                   | командна першість, вільні вправи, опорний стрибок, кільця, перекладина серед чоловіків                                        | Київ, Донецька область                       | 5                                                         | mini                                                                |
| 197 | Максим Семянків        | 20 січня 1992     |               |                                                                                      | Спортивна гімнастика                                   | командна першість, багатоборство, опорний стрибок, вільні вправи, різновисокі бруси, кінь серед чоловіків                     | Луганська область                            | 8                                                         |                                                                     |
| 198 | Андрій Сєнічкін        | 5 травня 1991     |               |                                                                                      | Спортивна гімнастика                                   | командна першість, опорний стрибок, різновисокі бруси, кінь серед чоловіків                                                   | Київ                                         | 8                                                         |                                                                     |
| 199 | Ангеліна Кисла         | 15 лютого 1991    |               | Київ, Україна                                                                        | Спортивна гімнастика                                   | багатоборство, опорний стрибок, вільні вправи, різновисокі бруси, колода серед жінок                                          | Київ                                         |                                                           | mini                                                                |
| 200 | Анастасія Возняк       | 9 грудня 1998     |               |                                                                                      | Художня гімнастика                                     | рупові вправи, абсолютна першість серед жінок                                                                                 | м.Київ                                       | 7                                                         |                                                                     |
| 201 | Євгенія Гомон          | 25 березня 1995   |               | Запоріжжя, Запорізька область, Україна                                               | Художня гімнастика                                     | групові вправи, абсолютна командна першість серед жінок                                                                       | м.Київ                                       | 7                                                         |                                                                     |
| 202 | Олександра Грідасова   | 5 липня 1995      |               | Харків, Харківська область, Україна                                                  | Художня гімнастика                                     | групові вправи, абсолютна команднапершість серед жінок                                                                        | м.Київ-АР Крим                               | 7                                                         |                                                                     |
| 203 | Валерія Гудим          | 1 березня 1995    |               | Київ, Україна                                                                        | Художня гімнастика                                     | групові вправи, абсолютна командна першість серед жінок                                                                       | м.Київ                                       | 7                                                         |                                                                     |
| 204 | Олена Дмитраш          | 1 грудня 1991     |               | Біла Церква, Київська область, Україна                                               | Художня гімнастика                                     | групові вправи, абсолютна командна першість серед жінок                                                                       | м.Київ                                       | 7                                                         |                                                                     |
| 205 | Ганна Різатдінова      | 16 липня 1993     |               | Сімферополь, Крим, Україна                                                           | Художня гімнастика                                     | абсолютна індивідуальна першість серед жінок                                                                                  | м.Київ-АР Крим                               | 3                                                         | Ганна Різатдінова на Кубку Валентина (2013)                         |
| 206 | Наталія Москвіна       | 9 червня 1988     |               | м. Харків, Харківська область, Україна                                               | Стрибки на батуті                                      | індивідуальні стрибки на батуті серед жінок                                                                                   | Харківська область                           | 16                                                        |                                                                     |

## Перелік українських спортсменів— Олімпійських ігор 2016 у складі зарубіжних збірних
Таблиця 2. Українські спортсмени — учасники Європейських ігор у складі збірних команд іноземних держав
| Позиція | Прізвище та ім'я особи  | Дата народження   | Дата смерті                         | Місце народження                                   | Країна, яку представляв | Вид спорту                         | Дисципліни | Найкращий результат(місце)           | Фото     |
| ------- | ----------------------- | ----------------- | ----------------------------------- | -------------------------------------------------- | ----------------------- | ---------------------------------- | --- | ------------------------------------ | -------- |
| 1       | Микола Куксенков        | 2 червня 1989     |                                     | Київ, Україна                                      | Російська Федерація     | Спортивна гімнастика               | командна першість, багатоборство, опорний стрибок, кільця, вільні вправи, паралельні бруси, перекладина, кінь серед чоловіків | 2                                    |          |
| 2       | Олег Степко             | 23 березня        |                                     | Запоріжжя, Запорізька область, Україна             | Азербайджан             | Спортивна гімнастика               | багатоборство, опорний стрибок, кільця, вільні вправи, паралельні бруси, перекладина, кінь серед чоловіків                    | 13                                   | mini     |
| 3       | Петро Пахнюк            | 26 листопада 1991 |                                     | Київ, Київ, Україна                                | Азербайджан             | Спортивна гімнастика               | багатоборство, опорний стрибок, кільця, вільні вправи, паралельні бруси, перекладина, кінь серед чоловіків                    | 34                                   | mini     |
| 4       | Марія Стадник           | 3 червня 1988     |                                     | Львів, Львівська область, Україна                  | Азербайджан             | вільна боротьба                    | вагова категорія до 48 кг | 2                                    | mini     |
| 5       | Наталія Синишин         | 3 липня 1985      |                                     | , м. Соснівка, Львівська область, Україна          | Азербайджан             | вільна боротьба                    | вагова категорія до 53 кг | 3                                    | mini     |
| 6       | Ілана Кратиш            | 6 липня 1990      |                                     |                                                    | Ізраїль                 | вільна боротьба                    | вагова категорія до 69 кг | 13                                   |          |
| 7       | Анастасія Близнюк       | 28 червня 1994    |                                     | Запоріжжя, Запорізька область, Україна             | Російська Федерація     | Художня гімнастика                 | групові вправи | 1                                    | mini     |
| 8       | Карина Лихвар           | 11 грудня 1998    |                                     | Ромни, Україна                                     |                         | Художня гімнастика                 | групові вправи | 6                                    |          |
| 9       | Марина Дурунда          | 12 червня1997     |                                     | Севастополь, Україна                               | Азербайджан             | художня гімнастика                 | абсолютна першість | 9                                    |          |
| 10      | Сергій Тарновський      | 24 червня 1997    |                                     | Львів, Львівська область, Україна                  | Молдова                 | Веслування на байдарках та каное   | С-1 1000 м | 3-дискваліфікація за допінг          |          |
| 11      | Олег Тарновський        | 10 квітня 1992    |                                     | Львів, Львівська область, Україна                  | Молдова                 | Веслування на байдарках та каное   | C1 — 200 м | 12                                   | mini     |
| 12      | Валентин Дем'яненко     | 23 жовтня 1983    |                                     | Черкаси, Черкаська область, Україна                | Азербайджан             | Веслування на байдарках та каное   | веслування на каное-одиночці, 200 м                                                                                           | 2                                    | mini     |
| 13      | Андрій Крайтор          | 5 листопада 1992  |                                     | Вільшанка, Кіровоградська область, Україна         | Російська Федерація     | Веслування на байдарках та каное   | веслування на каное-одиночці, 200 та 500 м                                                                                    | 6                                    | mini     |
| 14      | Інна Осипенко-Радомська | 20 вересня 1982   |                                     | с. Новорайськ, Херсонська область, Україна         | Азербайджан             | Веслування на байдарках та каное   | байдарка-одиночка, 200 м та 500 м                                                                                             | 3                                    | mini     |
| 15      | Інна Клинова            |                   |                                     | Україна                                            | Казахстан               | Веслування на байдарках та каное   | байдарка-одиночка, 200 м | 8                                    |          |
| 16      | Максим Аверін           | 28 листопада 1985 |                                     | Львів, Львівська область, Україна                  | Азербайджан             | Велосипедний спорт                 | роздільна шосейна гонка серед чоловіків                                                                                       | не фінішував                         | mini     |
| 17      | Олена Павлухіна         | 1 березня 1989    |                                     | Горлівка, Донецька область, Україна                | Азербайджан             | Велосипедний спорт                 | групова шосейна гонка серед жінок                                                                                             | 35                                   | mini     |
| 18      | Ольга Панаріна          | 16 вересня 1985   |                                     | Харків, Харківська область, Україна                | Азербайджан             | Велосипедний спорт                 | кейрін та спринт на велотреку серед жінок                                                                                     | 18                                   | mini     |
| 19      | Ростислав Певцов        | 15 квітня 1987    |                                     | Харків, Харківська область, Україна                | Азербайджан             | Триатлон                           | Індивідуальна першість серед чоловіків                                                                                        | 39                                   |          |
| 20      | Яна Алексєєвна          | 30 жовтня 1987    | Україна                             | Азербайджан                                        | бокс                    | Вагова категорія 58 кг серед жінок | 5 | mini                                 |          |
| 21      | Дмитро Прокопцов        | 1980              |                                     | Україна                                            | Чехія                   | настільний теніс                   | Індивідуальна першість |                                      |          |
| 22      | Дмитро Овчаров          | 2 вересня 1988    |                                     | Київ, Україна                                      | Німеччина               | настільний теніс                   | Індивідуальна та командна першість серед чоловіків                                                                            | 3                                    | у центрі |
| 23      | Олена Весніна           | 1 серпня 1986     |                                     | Львів, Львівська область, Україна                  | Російська Федерація     | теніс                              | парний та одиночний розряд | 1                                    | mini     |
| 24      | Максим Оберемко         | 25 січня 1978     |                                     | Миколаїв, Миколаївська область, Україна            | Російська Федерація     | вітрильний спорт                   | Віндсерфінг (клас —клас «RS: X» серед чоловіків)                                                                              | 16                                   |          |
| 25      | Вікторія Чайка          | 26 грудня 1980    |                                     | Марганець, Дніпропетровська область,Україна        | Білорусь                | кульова стрільба                   | стрільба з пневматичного пістолету з 10 м та зшвидкісного пістолета, 25 м серед жінок                                         | 16                                   |          |
| 26      | Сергій Ріхтер           | 23 квітня 1989    |                                     | Україна                                            | Ізраїль                 | кульова стрільба                   | стрільба з пневматичної гвинтівки з 10 м                                                                                      | 14                                   | mini     |
| 27      | Вікторія Сонцева        | 19 червня 1998    |                                     | Полтава, Полтавська область, Україна               | Туреччина               | плавання                           | 100 та 200 м на спині 400 комплексом                                                                                          | 9                                    | mini     |
| 28      | Ігор Ольшанецький       | 16 лютого 1986    |                                     | Харків, Харківська область, Україна                | Ізраїль                 | Важка атлетика                     | Вагова категорія до 94 кг серед чоловіків                                                                                     | 17                                   |          |
| 29      | Костянтин Бакун         | 15 березня 1985   |                                     | Донецьк, Донецька область, Україна                 | Російська Федерація     | волейбол                           | командна першість серед чоловіків                                                                                             | 4                                    |          |
| 30      | Анастасія Самойленко    | 5 жовтня 1990     |                                     | Жовтневе, Дніпропетровська область, Україна        | Російська Федерація     | волейбол                           | командна першість серед жінок                                                                                                 | 5                                    | mini     |
| 31      | Наталія Гончарова       | 1 червня 1989     |                                     | Сколе, Львівська область, Україна                  | Російська Федерація     | волейбол                           | командна першість серед жінок                                                                                                 | 5                                    | mini     |
| 32      | Катерина Лісунова       | 1 червня 1989     |                                     | Сколе, Львівська область, Україна                  | Російська Федерація     | водне поло                         | командна першість серед жінок                                                                                                 | 3                                    |          |
| 33      | Олена Потапенко         | 20 квітня 1993    |                                     | Україна                                            | Казахстан               | Сучасне п'ятиборство               | Індивідуальна першість серед жінок                                                                                            | 10                                   |          |
| 34      | Ірина Хохлова           | 29 січня 1990     |                                     | Амвросіївка, Донецька область, Україна             | Аргентина               | Сучасне п'ятиборство               | Індивідуальна першість серед жінок                                                                                            | 28                                   |          |
| 35      | Руслан Наконечний       | 21 квітня 1989    |                                     | Маріуполь, Донецька область, Україна               | Латвія                  | Сучасне п'ятиборство               | Індивідуальна першість серед чоловіків                                                                                        | 28                                   | mini     |
| 36      | Дар'я Деркач            | 23 березня1993    |                                     | Вінниця, Вінницька область, Україна                | Італія                  | Легка атлетика                     | потрійний стрибок | 28                                   | mini     |
| 38      | Валентина Ляшенко       | 30 січня 1981     |                                     | Україна                                            | Грузія                  | Легка атлетика                     | потрійний стрибок |                                      |          |
| 39      | Маргарита Дорожон       | 4 вересня 1989    |                                     | Дніпропетровськ, Дніпропетровська область, Україна | Ізраїль                 | Легка атлетика                     | метання спису |                                      | mini     |
| 40      | Ганна Князєва-Міненко   | 25 вересня 1989   |                                     | Переяслав-Хмельницький, Україна                    | Ізраїль                 | Легка атлетика                     | потрійний стрибок | 5                                    |          |
| 41      | Ганна Скидан            | 14 травня 1992    |                                     | Красний Луч, Луганська область, Україна            | Азербайджан             | Легка атлетика                     | метання молоту | 13                                   |          |
| 42      | Шериф Ель-Шериф         | 2 січня 1989      |                                     | Сімферополь, Крим, Україна                         | Туреччина               | Легка атлетика                     | потрійний стрибок | не виконав жодної зарахованої спроби | mini     |
| 43      | Юлія Лобженідзе         | 23 серпня, 1977   |                                     | Львів, Львівська область, Україна                  | Грузія                  | стрільба з лука                    | Індивідуальна та командна першість                                                                                            | 17                                   |          |
| 44      | Христина Себо           |                   |                                     |                                                    | Грузія                  | стрільба з лука                    | Індивідуальна та командна першість                                                                                            | 17                                   |          |
| 45      | Ольга Сенюк             | 23 січня 1991     |                                     | Молдова                                            | Азербайджан             | стрільба з лука                    | Індивідуальна першість | 33                                   |          |
| 46      | Михайло Настенко        | 8 серпня 1966     |                                     | Київ, Україна                                      | Російська Федерація     | Кінний спорт                       | кінне триборство, серед чоловіків                                                                                             | 47                                   |          |
| 47      | Таміла Голуб            | 15 травня 1999    | Черкаси, Черкаська область, Україна |                                                    | Португалія              | Плавання                           | 800 вільним стилем серед жінок                                                                                                | 24                                   |          |

## Інші статті з теми
Див. також Україна на літніх Олімпійських іграх 2016